# 영태각
영태각(永泰閣)은 전라남도 나주시 공산면 상방리 500번지에 있는 비각이다. 2011년 7월 26일 나주시의 향토문화유산 제22호로 지정되었다.

## 지정 사유
영모각은 경주정씨가 집성하고 있는 석해마을 내에 자리 잡은 경주정씨 교수공파 鄭碩敏(1859~1926)의 비각이다. 비각 내에는 어려운 사람을 구휼한 정석민의 공적을 적은 시혜불망비가 서 있는데, 1920년대 건립된 건축물로는 가구나 단청, 문양 등이 섬세하고 화려하게 잘 남아 있어 건축적 가치가 있다.